# Guanche (langue)
 (décembre 2019).
Le contenu est difficilement compréhensible vu les erreurs de traduction, qui sont peut-être dues à l'utilisation d'un logiciel de traduction automatique.
Le guanche, aussi appelé berbère canarien, amazigh canarien ou tamazight insulaire, est la langue, aujourd'hui éteinte, parlée par les Guanches, autochtones des îles Canaries. Il appartient au groupe berbère de la famille des langues chamito-sémitiques. Le guanche s'est éteint vers le XVIIIe siècle, bien que de petites communautés aient continué à l'employer jusqu'au XIXe siècle. Des toponymes guanches sont encore conservés de nos jours, surtout des noms de communes (Gáldar, Tijarafe, Alajeró, Tacoronte, Telde, Tuineje ou Teguise) ou de villages (Timijiraque, Tigalate, Chipude, Taganana, Tunte, Tetir ou Güime). Des anthroponymes ont aussi conservés (Ossinissa, Acerina, Agoney, Adassa, Acoidan, Tibiabin, Mahey), etc.

## Introduction
À l'origine la dénomination guanche se référait seulement à l'île de Tenerife, à l'époque où il se parlait encore, mais de nos jours ce terme s'utilise pour l'ensemble des îles Canaries préhispaniques. Il existe d'autre dénominations telles que langue préhispanique canarienne, langue des anciens canariens, berbère insulaire, ou amazigh insulaire.
Actuellement la langue est considérée comme morte, et il n'existe pas non plus d'actions de la part des administrations publiques pour la revitaliser.

## Classification linguistique

### Évidence de la parenté
Les témoignages linguistiques conservés du guanche sont rares et se restreignent à quelques phrases et mots annotés par les premiers colonisateurs espagnols, la toponymie et quelques emprunts lexicaux qui perdurent dans l'espagnol parlé aux îles Canaries (dialecte canarien).
Le système de numération montre une parenté évidente avec les langues amazighes, et entre les diverses variantes du guanche. Par exemple la liste suivante reproduit les nombres enregistrés à Gran Canaria avec leur correspondance phonétique originale (indiqué par -), ainsi que sa comparaison dans la racine proto-berbère. On remarque que les nombres ont un genre (m. et f.), en formant le féminin avec le suffixe final -yat/-at, la marque du féminin -t se retrouvant en berbère.
(* Les variations "nait" pour le numeral 1 et "liin/lin-" pour le 2 (inconsistants avec la reconstruction du protoberbère et avec les autres formes attestées) sont considérées comme étant des erreurs ou des copies erronées des "v" et "s" cursifs dans le texte original.)
| Numeral | Recco (1341)        | Cairasco (canción, 1582) | Cedeño (c. 1685) | Marín de Cubas (1687, 1694) | Sosa (coia de 1678) | Abreu (atrib. a 1632) | Reyes (reconstrucción de 1995) | [Protobereber] |
| ------- | ------------------- | ------------------------ | ---------------- | --------------------------- | ------------------- | --------------------- | ------------------------------ | -------------- |
| 1       | nait*               | *be                      | ben, ven-ir-     | becen~been, ben-ir-         | ben, ben-ir-        | been (ben?), ben-i-   | *wên                           | *yiwan         |
| 2       | smetti, smatta-     | *smi                     | liin*, lin-ir-*  | liin*, sin-ir-~lin-ir-*     | lini* (sijn)        | lini*, lini-*         | *sîn                           | *sin           |
| 3       | amelotti, amierat-  | *amat                    | amiet            | amiet~amiat, am-ir-         | amiat (amiet)       | amiat                 | *amiat                         | *karad         |
| 4       | acodetti, acodat-   | *aco                     | <arba>           | <arba>                      | <arba>              | <arba>                | *akod                          | *hakkuz        |
| 5       | simusetti, simusat- | *somus                   | <canza~canse>    | <canza>                     | <cansa>             | <canza>               | *sumus                         | *sammus        |
| 6       | sesetti, sesatti-   | ?                        | sumus            | sumui~sumus                 | sumus               | smmous                | *sed                           | *sadis         |
| 7       | satti               | *set                     | sat              | sat                         | sat (sá)            | sat                   | *sa                            | *sah           |
| 8       | tamatti             | *tamo                    | set              | set                         | set                 | set                   | *tam                           | *tam           |
| 9       | alda-marava, nait   | ?                        | acet~acot        | acot                        | acot                | acot                  | *aldamoraw                     | *tizah~tuzah   |
| 10      | marava              | *marago                  | marago           | marago                      | marago              | marago                | *maraw~maragʷ                  | *maraw         |

Les formes entre chevrons < > sont des emprunts lexicaux de l'arabe, et la raison pour laquelle ils apparaissent dans la liste de Cerdeño n'est pas claire. Il est possible qu'il s'agisse d'une contamination orale ou textuelle. Avec le motif de l'inclusion de ces deux vocables dans la liste, les numéraux suivants ("sumus", "acot", etc.) ne concordent pas avec les autres énumérations.
Il existe une multitude de phrases et expressions récupérées par les chroniqueurs et chercheurs, aussi bien historiques que récentes, qui peuvent être comparées avec les langues amazighes continentales afin de reconstruire la phonétique et la structure originale. Parfois, les sources peuvent être accompagnées d'une traduction contemporaine en castillan, ce qui facilite l'analyse.
"Tanaga Guayoch Archimenseu Nahaya Dir hanido Sahet chunga pelut" > *Tanaqqa wayyaw Wš, <àši>menzu nahağğà dir ɣandaw saɣet, šunga bel-wt - Trad.: ‘Un mal mortel afflige au sujet, le <successeur> chef digne de la lignée incline la tradition et l'orphelin exhale des lamentations’. Expression populaire de lamentation émise pendant les obsèques du roi guanche Benchomo, récupérée par Antonio de Viana.
"Alzanxiquian abcanahac xerax" > *Als-ânɣ ikiyan abẓ/q a-nn ahaẓ Ahɣeraɣ - Trad.: ‘Recommence pour nous l'origine (du) gouvernement local (qui est) là où est le prochain (ou le lien ou le fils) du Grand’.
Dans ce cas-ci, le chroniqueur Fray Alonso d'Espinosa, auteur de la source, apporte la traduction qui a servi pour son étude :
« Les anciens indigènes Guanches ont dit qu'ils avaient nouvelle d'une époque incroyable, que soixante personnes sont venues sur cette île, mais ils ne savent pas où, et ils se sont réunis et ont fait leur chambre à côté d'Icode qui est un lieu de cette île, et le lieu de leur habitation dans leur langue. Alzanxiquian abcanahac xerax, qui veut dire, place du gouvernement local du fils du grand [Espinosa 1594, I, 4: 15v-16r]. »

## Évidences épigraphiques
Depuis le dernier tiers du XIXe siècle, on connaît l'existence d'inscriptions et gravures sur pierre dont les signes sont semblables à l'alphabet tifinagh utilisé par les Amazighs du continent. Ces textes sont appelés inscriptions libyques ou libyco-berbères dans les îles occidentales et inscriptions néo-puniques dans les îles orientales et dans quelques zones de Tenerife et La Palma[réf. nécessaire]. Quelques-unes de ces inscriptions libyco-berbères ont pu être déchiffrées avec une signification vraisemblable et cohérente :
Ravin de la Angostura, Gran Canaria :
ZMRW YZMWKR GTW > *Za əmirəw : əyyu zam, awa akkar igət wa - Trad.: ‘Quant à l'obédience: il abandonne la réserve d'eau, cela c'est voler la (véritable) abondance’.
ZYRMNZ > *Izây yur amenzu - Trad.: lit. ‘Est sur le point d'arriver la lune qui vient d'abord’, fig. ‘Est déjà arrivée la première lune’.
L'écriture du tifinagh est consonantique et ne note traditionnellement pas les voyelles.

## Toponymie
Les toponymes d'origine guanche maintiennent de façon transparente préfixes et suffixes typiques de la morphologie berbère. Ainsi, beaucoup de noms masculins commencent par a- ou i- (en proto-berbère un nom masculin commence par une voyelle a-, i-, *u) comme  dans le nom des menceys Abona, Adeje, Anaga, Icode, alors que les noms féminins commencent toujours par t(a)- et conservent fréquemment le circonfixe t-...-t (comme dans Teberbite < *tebărəwwit, Tegueste < *tegăsət).